# Johann Friedrich Stahl

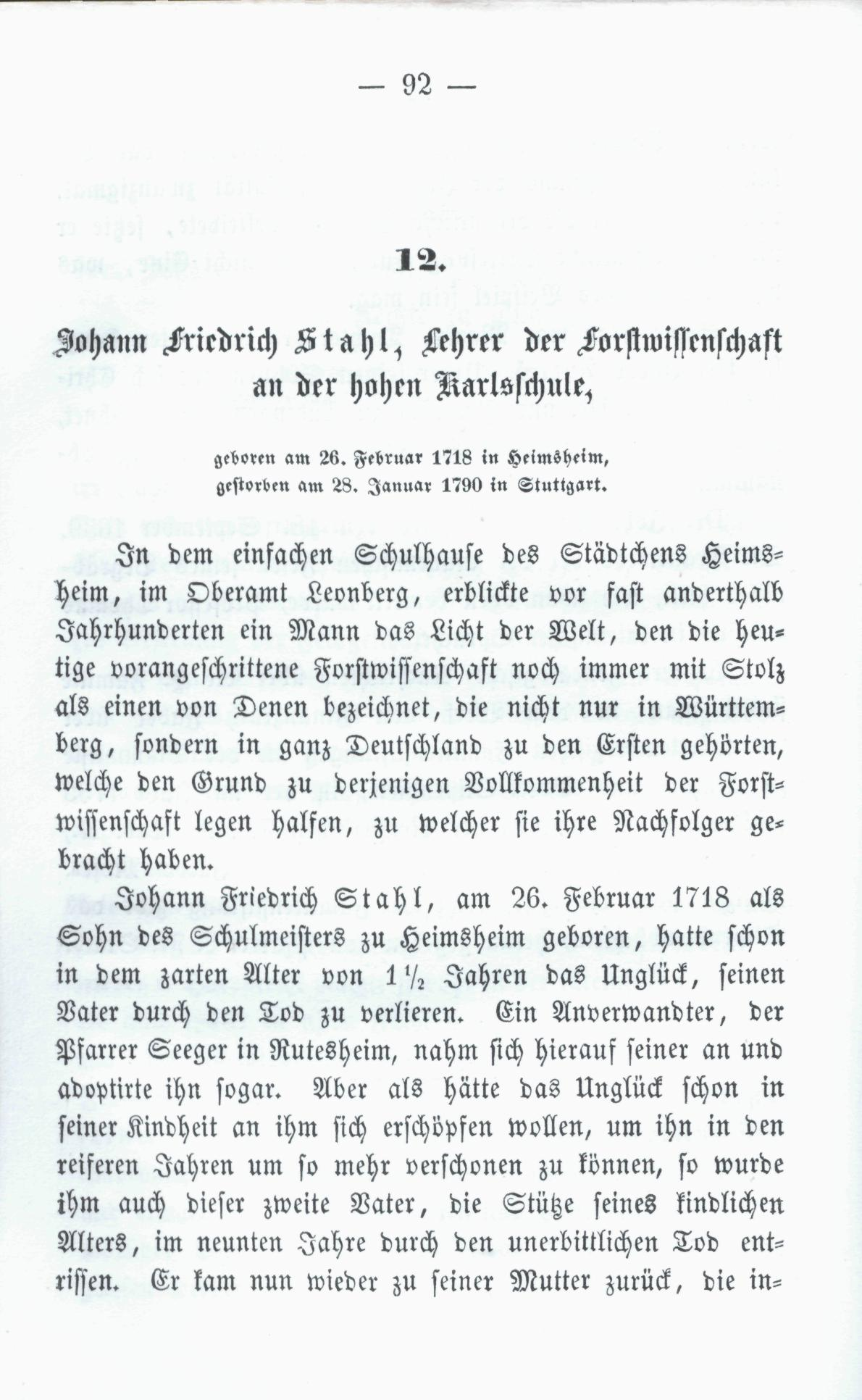
Erste Seite der Biographie Stahls im Württembergischen Bildersaal

Johann Friedrich Stahl (* 26. September 1718 in Heimsheim; † 28. Januar 1790 in Stuttgart) war ein deutscher Forstwissenschaftler.

## Leben
Johann Friedrich Stahl war ein Sohn des Heimsheimer Schulmeisters Johann Michael Stahl. Über seine Mutter, Sara Agatha, geb. Laux, war er mit Johannes Kepler verwandt. Nachdem er als Kleinkind seine Eltern verloren hatte, wurde er von 1720 an bei seiner Tante Agnes Margarethe und deren Mann, dem Pfarrer Georg Friedrich Seeger, in Rutesheim aufgezogen. Seeger starb jedoch schon 1727 und die Tante heiratete den Schultheiß Christoph Essich in Flacht. Dieser zweite Stiefvater wollte Johann Friedrich zunächst als Lehrer ausbilden lassen, entschied sich dann aber doch, ihn studieren zu lassen. Der Mediziner Georg Burkhard Seeger unterstützte ihn, so dass Johann Friedrich Stahl zunächst die Lateinschulen in Vaihingen und Tübingen, dann das Gymnasium in Stuttgart besuchen konnte und 1738 am Tübinger Stift aufgenommen wurde.
1740 wurde Johann Friedrich Stahl Magister. Er arbeitete nun zunächst als Privatlehrer in Tübingen und Stuttgart, ehe er in Rudersberg Vikar wurde. Es folgten Stellen als Hofmeister beim Freiherrn von Göllnitz in Mötzingen und beim Geheimen Rat Christoph Heinrich Korn in Stuttgart.
Von 1753 bis 1755 konnte er dank einem herzoglichen Stipendium von 100 Louis d’or, das ihm die Empfehlungen des Kammerpräsidenten Friedrich August von Hardenberg verschafft hatten, eine Studienreise nach Sachsen, Böhmen und in den Harz unternehmen. Er bildete sich hier im Berg- und Münzwesen aus. 1755 wurde er Bergrat und ab 1758 leitete er das württembergische Forstwesen. Er gehörte damit zu den Pionieren wissenschaftlicher Behandlung des Forstwesens. Neben der Einführung fremder Holzsorten nach Württemberg ist seine Lehrtätigkeit an der Hohen Karlsschule zu erwähnen, der er seit 1773 nachging.
1760 heiratete er die Witwe Marie (oder Maria) Christine Huber, geb. Rösler. Aus der Ehe gingen vier Söhne hervor.

## Grabgedicht
Christian Friedrich Daniel Schubart verfasste folgende „Grabschrift“ für Stahl:
„Hier schläft bei andern Menschenleichen
Ein Glücklicher den langen Schlaf,
Den unter tausend Wetterstreichen
Der letzte nur – des Todes Donner traf.
Er lebte Patriarchenleben,
War tiefer Forscher der Natur,
Ging seinen Weg, mit Heiterkeit umgeben,
Als wär die Welt nur Eine Frühlingsflur.
Des Fürsten Gunst war ihm beschieden;
Er hatte Ehre, Ruhm und Gut.
Die Tugend gab ihm Seelenfrieden,
Der Christenglaub' – im Tode Muth.
Dort lebt er wieder ohne Qual.
Steh, Wanderer! Der Sohn des Glücks heißt Stahl.“

## Werke
- Der vorsichtige und wohlerfahrne Schütze und Jäger, 1752
- Der gewehrgerechte Jäger, 1763
- als Herausgeber und Hauptautor: Forstmagazin, 1763–1769
- Sätze aus der Forst- und Jagdwissenschaft, 1776 ff.